# Mauves-sur-Huisne
Pour les articles homonymes, voir Mauves (homonymie) et Huisne (homonymie).
Mauves-sur-Huisne est une commune française, située dans le département de l'Orne en région Normandie, peuplée de 524 habitants.

## Géographie
La commune se situe dans la région naturelle du Perche.

### Communes limitrophes
| Comblot                     | Courgeon                                 | Corbon                         |
| Le Pin-la-Garenne, Eperrais | Mauves-sur-Huisne                        | Corbon, Courcerault            |
| Saint-Ouen-de-la-Cour       | Saint-Ouen-de-la-Cour, Colonard-Corubert | Courcerault, Colonard-Corubert |

### Hydrographie
La commune est située dans le bassin Loire-Bretagne. Elle est drainée par un bras de l'huisne, l'Huisne, la Chippe, le Chêne Galon et le ruisseau de Landres,,.
L'Huisne, d'une longueur de 165 km, prend sa source dans la commune de Belforêt-en-Perche et se jette  dans la Sarthe à Mans, après avoir traversé 36 communes. Les caractéristiques hydrologiques de l'Huisne sont données par la station hydrologique située sur la commune de Réveillon. Le débit moyen mensuel est de 0,535 m3/s. Le débit moyen journalier maximum est de 11,6 m3/s, atteint lors de la crue du 12 juin 2018. Le débit instantané maximal est quant à lui de 19,6 m3/s, atteint le même jour.
La Chippe, d'une longueur de 12 km, prend sa source dans la commune de Saint-Langis-lès-Mortagne et se jette  dans l'Huisne en limite de la commune et de Comblot, après avoir traversé six communes.
Le Chêne Galon, d'une longueur de 12 km, prend sa source dans la commune de Bellavilliers et se jette  dans l'Huisne en limite de Comblot et de Mauves-sur-Huisne, après avoir traversé cinq communes.

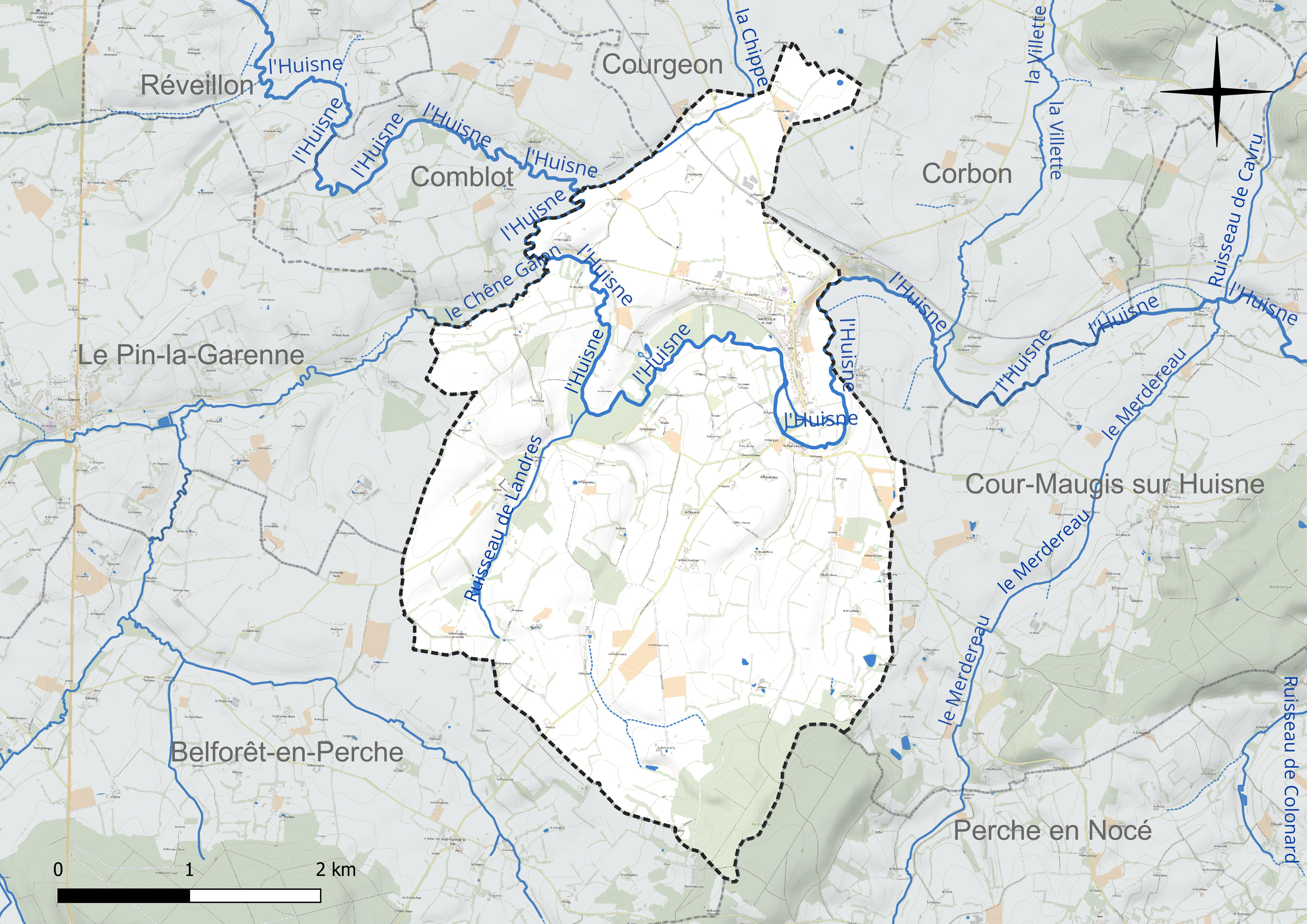
Réseau hydrographique de Mauves-sur-Huisne.

### Climat
Pour des articles plus généraux, voir Climat de la Normandie et Climat de l'Orne.
En 2010, le climat de la commune est de type climat océanique dégradé des plaines du Centre et du Nord, selon une étude du CNRS s'appuyant sur une série de données couvrant la période 1971-2000. En 2020, Météo-France publie une typologie des climats de la France métropolitaine dans laquelle la commune est exposée à un climat océanique altéré et est dans la région climatique Normandie (Cotentin, Orne), caractérisée par une pluviométrie relativement élevée (850 mm/a) et un été frais (15,5 °C) et venté. Parallèlement le GIEC normand, un groupe régional d’experts sur le climat, différencie quant à lui, dans une étude de 2020, trois grands types de climats pour la région Normandie, nuancés à une échelle plus fine par les facteurs géographiques locaux. La commune est, selon ce zonage, exposée à un « climat contrasté des collines », correspondant au Pays d'Ouche et au Perche et bénéficiant d’un caractère continental affirmé avec des précipitations atténuées et des amplitudes thermiques fortes.
Pour la période 1971-2000, la température annuelle moyenne est de 10,4 °C, avec une amplitude thermique annuelle de 14,2 °C. Le cumul annuel moyen de précipitations est de 764 mm, avec 11,7 jours de précipitations en janvier et 7,8 jours en juillet. Pour la période 1991-2020, la température moyenne annuelle observée sur la station météorologique la plus proche, située sur la commune de Perche en Nocé à 9 km à vol d'oiseau, est de 11,3 °C et le cumul annuel moyen de précipitations est de 747,8 mm,. Pour l'avenir, les paramètres climatiques de la commune estimés pour 2050 selon différents scénarios d’émission de gaz à effet de serre sont consultables sur un site dédié publié par Météo-France en novembre 2022.

## Urbanisme

### Typologie
Au 1er janvier 2024, Mauves-sur-Huisne est catégorisée commune rurale à habitat dispersé, selon la nouvelle grille communale de densité à sept niveaux définie par l'Insee en 2022.
Elle est située hors unité urbaine. Par ailleurs la commune fait partie de l'aire d'attraction de Mortagne-au-Perche, dont elle est une commune de la couronne,. Cette aire, qui regroupe 25 communes, est catégorisée dans les aires de moins de 50 000 habitants,.

### Occupation des sols
L'occupation des sols de la commune, telle qu'elle ressort de la base de données européenne d’occupation biophysique des sols Corine Land Cover (CLC), est marquée par l'importance des territoires agricoles (89,8 % en 2018), une proportion identique à celle de 1990 (89,8 %). La répartition détaillée en 2018 est la suivante : 
terres arables (59,6 %), prairies (30,2 %), forêts (7,4 %), zones urbanisées (2,8 %). L'évolution de l’occupation des sols de la commune et de ses infrastructures peut être observée sur les différentes représentations cartographiques du territoire : la carte de Cassini (XVIIIe siècle), la carte d'état-major (1820-1866) et les cartes ou photos aériennes de l'IGN pour la période actuelle (1950 à aujourd'hui).

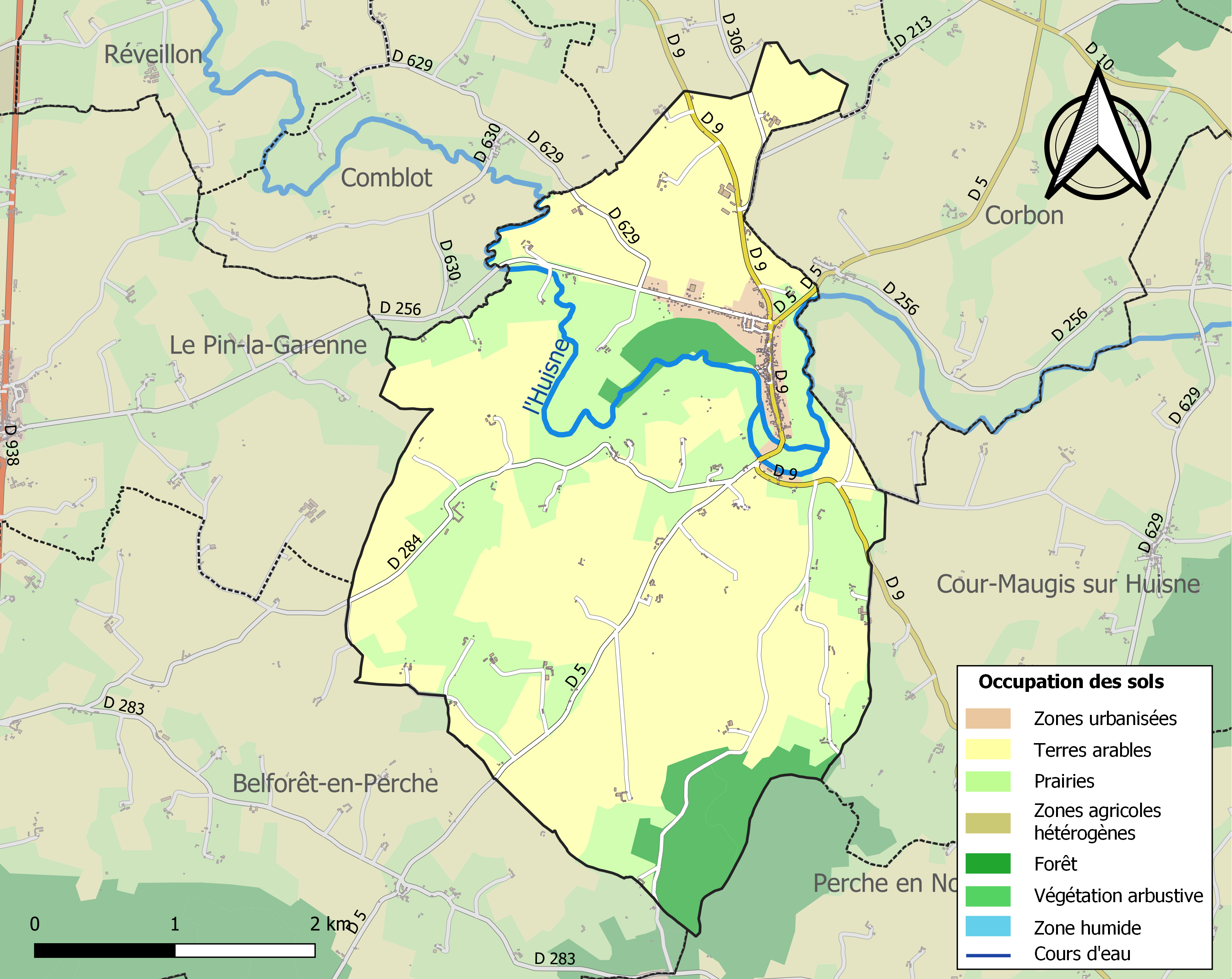
Carte des infrastructures et de l'occupation des sols de la commune en 2018 (CLC).

## Toponymie
Le nom de la localité est attesté sous la forme de Mauvis en 1213.
René Lepelley considère que ce toponyme est dû à la présence de la plante de ce nom.
En 1966, le locatif sur-Huisne est ajouté au nom de la commune.
Le gentilé est Malvaisien.

## Histoire
À la création des cantons, Mauves est chef-lieu de canton. Ce canton est supprimé lors du redécoupage cantonal de l'an IX (1801).
L'assassinat d'André Roussel, inspiré par la machiavélique Berthe Moreau, au moulin de Mauves, demeure une affaire criminelle retentissante de l'immédiat après-guerre, jugée à la cour d'assises de l'Orne en février 1948.

## Politique et administration
| Période                                  | Période   | Identité             | Étiquette | Qualité                 |
| ---------------------------------------- | --------- | -------------------- | --------- | ----------------------- |
| avant 1995                               | 1995      | Élie du Pouget       |           |                         |
| 1995                                     | mars 2008 | Claude Laîné         |           | Agriculteur             |
| mars 2008                                | mars 2014 | Marie-Claude Soubien | SE        | Adjointe administrative |
| mars 2014                                | En cours  | Jean-Pierre Rocton   | SE        | Artisan forestier       |
| Les données manquantes sont à compléter. |           |                      |           |                         |

Le conseil municipal est composé de quinze membres dont le maire et trois adjoints.

## Démographie
L'évolution du nombre d'habitants est connue à travers les recensements de la population effectués dans la commune depuis 1793. Pour les communes de moins de 10 000 habitants, une enquête de recensement portant sur toute la population est réalisée tous les cinq ans, les populations de référence des années intermédiaires étant quant à elles estimées par interpolation ou extrapolation. Pour la commune, le premier recensement exhaustif entrant dans le cadre du nouveau dispositif a été réalisé en 2004.
En 2022, la commune comptait 524 habitants, en évolution de −4,73 % par rapport à 2016 (Orne : −3,21 %, France hors Mayotte : +2,11 %).
Mauves a compté jusqu'à 1 344 habitants en 1841.
| 1793  | 1800  | 1806  | 1821  | 1836  | 1841  | 1846  | 1851  | 1856  |
| ----- | ----- | ----- | ----- | ----- | ----- | ----- | ----- | ----- |
| 1 177 | 1 168 | 1 149 | 1 323 | 1 329 | 1 344 | 1 328 | 1 320 | 1 272 |

| 1861  | 1866  | 1872  | 1876  | 1881  | 1886  | 1891  | 1896 | 1901 |
| ----- | ----- | ----- | ----- | ----- | ----- | ----- | ---- | ---- |
| 1 233 | 1 222 | 1 212 | 1 198 | 1 036 | 1 036 | 1 031 | 985  | 931  |

| 1906 | 1911 | 1921 | 1926 | 1931 | 1936 | 1946 | 1954 | 1962 |
| ---- | ---- | ---- | ---- | ---- | ---- | ---- | ---- | ---- |
| 846  | 807  | 739  | 747  | 741  | 714  | 679  | 601  | 577  |

| 1968 | 1975 | 1982 | 1990 | 1999 | 2004 | 2006 | 2009 | 2014 |
| ---- | ---- | ---- | ---- | ---- | ---- | ---- | ---- | ---- |
| 581  | 673  | 694  | 654  | 677  | 656  | 646  | 621  | 572  |

| 2019 | 2022 | - | - | - | - | - | - | - |
| ---- | ---- | - | - | - | - | - | - | - |
| 533  | 524  | - | - | - | - | - | - | - |

## Économie
- Compin[31],[32],[33].

## Lieux et monuments

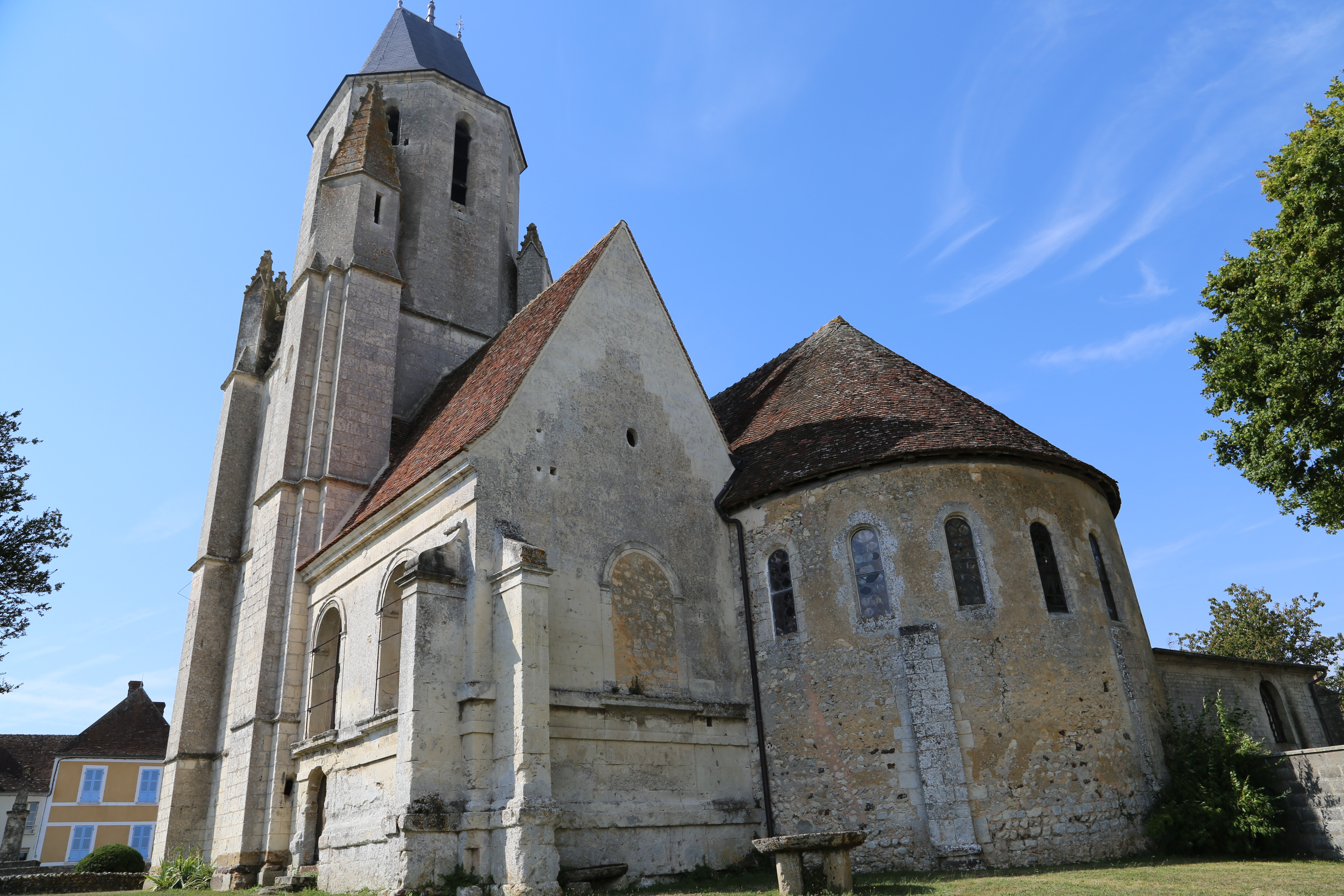
L'église Saint-Pierre.

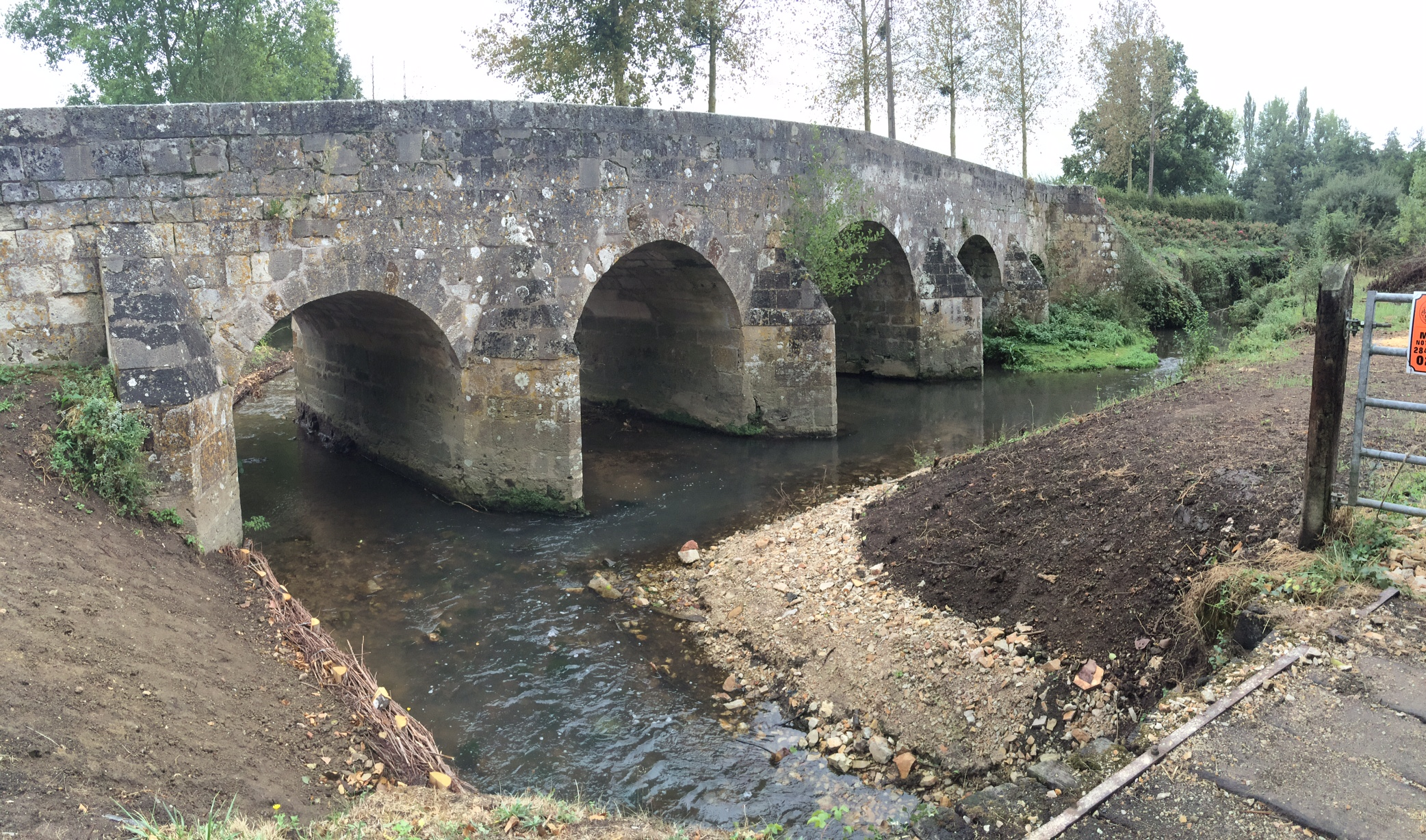
Le pont Catinat.

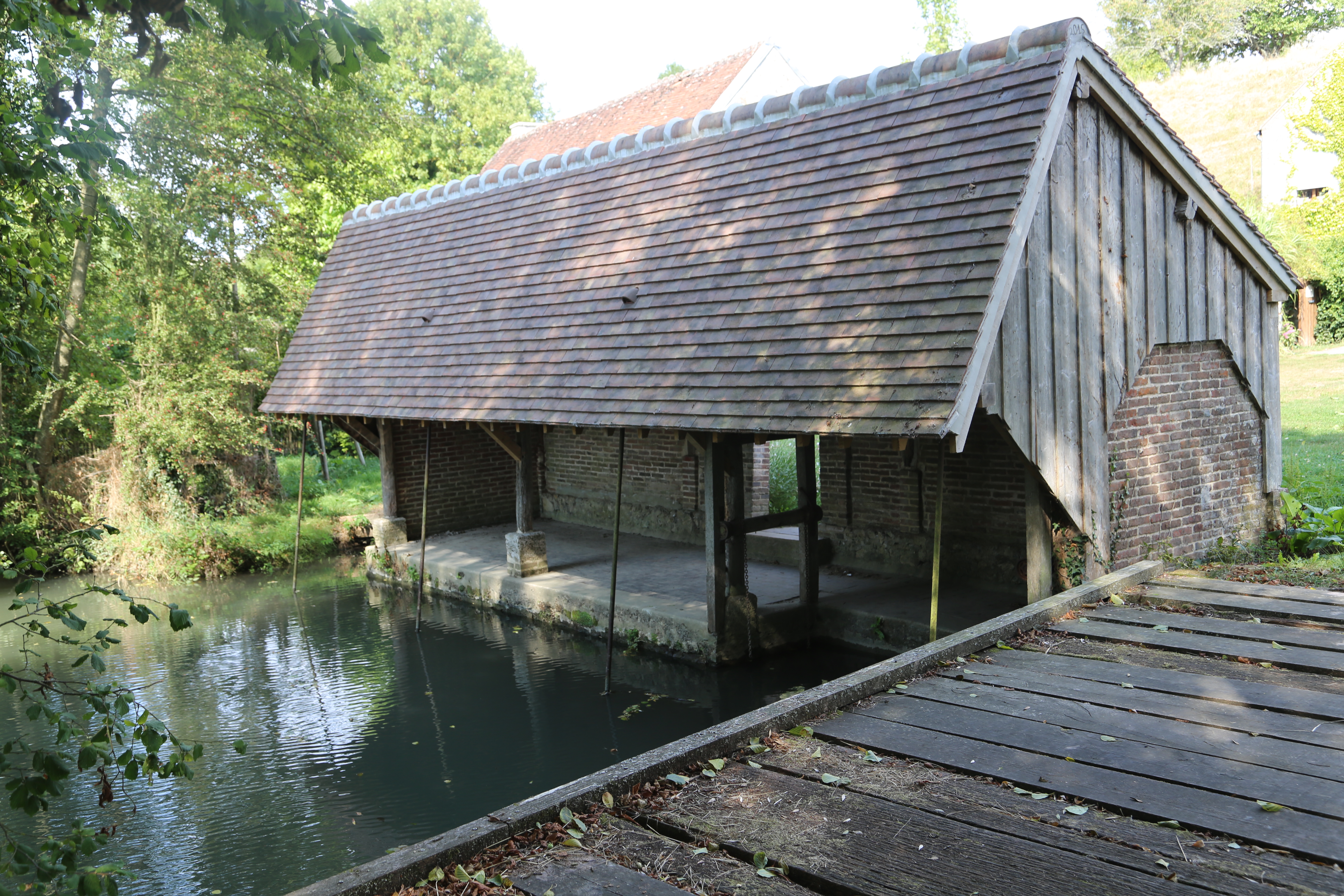
Le lavoir, rue de la Huchette.

- Église Saint-Pierre, du XIIIe siècle, inscrite au titre des Monuments historiques depuis le 24 mars 1975[34].
- Pont Catinat, sur l'Huisne, du XVIIe siècle, inscrit au titre des Monuments historiques depuis le 7 décembre 1939[35].
- Château de Landres.
- Manoir et pigeonnier du Grand Cosnier.

## Personnalités liées à la commune
- Marguerite de Lorraine-Vaudémont (1463-1521) fit édifier un manoir à Mauves et y résida.
- Jean Goëvrot (1501 à Mauves - 1552), vicomte du Perche, médecin de François Ier.
- Pierre de Catinat (1599?-1674), seigneur de Mauves, père de Nicolas de Catinat, maréchal de France.
- Jean-Baptiste Dureau de La Malle (1742-1807), traducteur, académicien en 1804, acquit le domaine de Landres à Mauves et y vécut.
- Adolphe Dureau de la Malle (1777-1857 au domaine de Landres), fils de Jean-Baptiste, essayiste.
- Julien Touchard (né en 1888). Le journal Le Temps du 30 mars 1909 le considère alors comme le plus petit conscrit de France[36]. Il figure à ce titre sur plusieurs cartes postales du début du XXe siècle.
- Roger et Madeleine Ménard, instituteurs, accueillent et protègent des juifs pendant la Seconde Guerre mondiale. Ils sont reconnus Justes parmi les nations.